# Instituto Atlético Central Córdoba
|  | No s'ha de confondre amb Central Córdoba. |

El Instituto Atlético Central Córdoba és un club esportiu, destacat en futbol, argentí de la ciutat de Córdoba.

## Història
El 8 d'agost de 1918, empleats del Ferrocarril Central Córdoba decidiren crear un institut per a fomentar l'esport entre els seus membres. L'entitat s'anomenà Insituto Ferrocarril Central Córdoba. La samarreta fou escollida vermella i blanca amb pantaló blanc en record del vell Alumni. En un principi estava reservada als membres del ferrocarril, però el normal creixement de l'entitat l'obrí a la resta de ciutadans, el que provocà el petit canvi en el nom per esdevenir Instituto Atlético Central Córdoba.

## Palmarès
- 2 Lliga argentina de segona divisió: 1998/99, 2003/04
- 8 Campionat de Córdoba de futbol: 1925, 1926, 1927, 1928, 1961, 1966, 1972, 1990
- 4 Lliga de Córdoba de segona divisió: 1919, 1920, 1941, 1946
- 6 Torneig Neder-Nicola: 1961, 1963, 1972, 1987, 1988, 1999

## Seccions esportives
- Futbol
- Basquetbol
- Voleibol
- Natació
- Natació sincronitzada
- Gimnàstica artística
- Gimnàstica rítmica
- Tennis
- Pilota a paleta
- Escacs